# Sindrome dell'occhio fantasma
La sindrome dell'occhio fantasma è un dolore fantasma riferito all'occhio, talvolta accompagnato da allucinazioni visive, che si può manifestare dopo l'escissione chirurgica dell'occhio.

## Sintomatologia

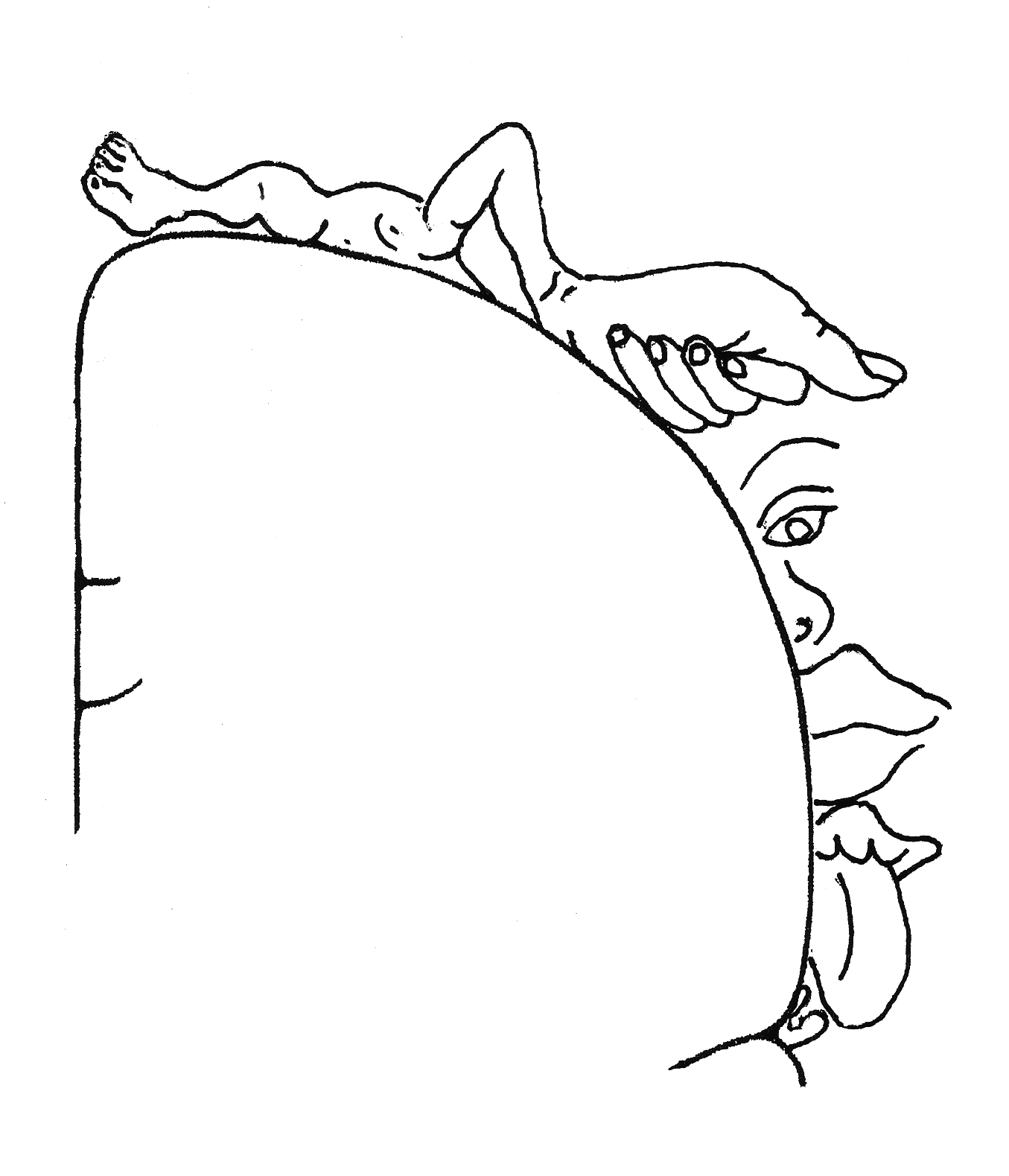
Rappresentazione dell'omuncolo somatosensoriale

Molti pazienti lamentano uno o più fenomeni fantasma dopo la rimozione dell'occhio:
- Dolore fantasma all'occhio rimosso (prevalenza del 26%)[1];
- sensazioni fantasma di natura non dolorosa[1];
- allucinazioni visive: circa il 30% dei pazienti accusa allucinazioni dall'occhio rimosso[1]. La maggior parte di queste allucinazioni consiste in percezioni visive di base (forme e colori). Al contrario, le allucinazioni visive causate da perdite della vista (sindrome di Charles Bonnet) sono meno comuni, con una prevalenza del 10% circa[senza fonte], e consistono spesso in immagini dettagliate.

## Patogenesi

### Sensazioni fantasma dolorose e non
Le sensazioni dolorose e non dolorose derivano da cambiamenti nel sistema nervoso centrale, a causa della denervazione di una parte del corpo. La sindrome dell'occhio fantasma è molto meno comune della sindrome dell'arto fantasma. Dopo l'amputazione di un arto, la percentuale dei pazienti che lamentano tale sindrome è estremamente variabile a seconda dei criteri diagnostici utilizzati; nel caso di perdita di un occhio, invece, è stata osservata la comparsa di dolore fantasma nel 26% dei pazienti, di sensazioni non dolorose nel 29% e di allucinazioni nel 31%.
Si pensa che le sensazioni dolorose e non agli arti mancanti siano dovute a cambiamenti post-amputazione nella rappresentazione corticale delle parti del corpo adiacenti all'arto amputato. Una ragione per la minore incidenza di casi di occhio fantasma si pensa possa essere la rappresentazione corticale tattile più piccola dell'occhio, in confronto alla rappresentazione degli arti.
Alcuni studi hanno trovato una correlazione tra il dolore pre-operatorio all'arto in causa e la sindrome fantasma post-operatoria. Esiste una correlazione significativa tra sensazioni fantasma dolorose e non, dolore pre-operatorio all'occhio in questione e mal di testa.
Sulla base dei dati attuali, è difficile stabilire se il mal di testa o il dolore oculare pre-operatorio siano determinanti nello sviluppo dei fenomeni fantasma, o se siano dei fenomeni secondari scatenati da un altro fattore di fondo. Tuttavia, uno studio ha dimostrato che il dolore indotto a scopo sperimentale porta ad una rapida riorganizzazione della corteccia somatosensoriale. Questi studi suggeriscono l'importanza del dolore pre-operatorio e post-operatorio come cofattori per la riorganizzazione somatosensoriale e per lo sviluppo di sindromi fantasma.

### Allucinazioni visive
L'enucleazione di un occhio e, analogamente, danni alla retina, portano ad una cascata di eventi nelle aree corticali che ricevono i segnali visivi. L'inibizione GABAergica corticale diminuisce, mentre l'eccitazione glutammatergica corticale aumenta, con conseguente incremento dell'eccitabilità visiva, o con un'eventuale formazione di attività spontanee nella corteccia visiva. Si ritiene che l'attività spontanea nella corteccia visiva denervata sia la correlazione neurale delle allucinazioni visive.